# L'Acropoli
L'Acropoli è un periodico culturale e politico, a cadenza bimestrale, fondato e diretto da Giuseppe Galasso.
L'idea della nascita di questa rivista, pubblicata dall'editore Rubbettino, era strettamente collegata - come ha spiegato lo stesso Galasso nel primo numero, uscito nel febbraio 2000 - a due precedenti illustri: da una parte il periodico «Prospettive Settanta» fondato da Elena Croce e dall'altra parte l'omonima rivista che era uscita, fra il 1945 e il 1946, sotto l'egida di Adolfo Omodeo. Il suo fine è quello di inserirsi nel filone di una cultura italiana laica e con un orientamento politico d'ispirazione liberale, democratico e social-democratico, per risvegliare nel paese la coscienza civile.
La redazione de «L'Acropoli» si compone di storici di fama, quali, oltre a Galasso, Piero Craveri, Luigi Mascilli Migliorini, Emma Giammattei, Maurizio Torrini. Vi hanno collaborato, tra gli altri, Adolfo Battaglia, Francesco Compagna, Eugenio Di Rienzo, Cesare De Seta, Giuseppe Giarrizzo, Arrigo Levi, Eugenio Mazzarella, Luigi Musella, Aurelio Musi, Marco Meriggi, Giovanni Scirocco e Massimo Teodori.